# Georgi Georgiev (football)
Pour les articles homonymes, voir Georgiev.
Georgi Georgiev, né le 10 janvier 1963 à Plovdiv (Bulgarie), est un footballeur bulgare, qui évoluait au poste de milieu offensif au CSKA Sofia et en équipe de Bulgarie. En 1991, Georgiev peut quitter son pays de naissance pour évoluer à l'étranger après la chute de l'URSS, il privilégie la France où quelques équipes s'intéressent à lui notamment le FC Metz et le  FC Mulhouse évoluant en Ligue 2. Il jouera pendant 6 années sous les couleurs blanches et bleues avec son compatriote et ami Borislav Mikhailov.
Lors de la fameuse et sans doute inoubliable défaite de l'équipe de France contre la Bulgarie en 1993 (1-2 pour la Bulgarie avec un doublé d'Emil Kostadinov), il joue un rôle clé, en effet quelques jours avant le match, les Bulgares sont en stage de préparation en Allemagne, cependant certains joueurs n'ont pas de visa pour passer en France, parmi eux Emil Kostadinov et Luboslav Penev. À ce moment-là Georgiev a eu l'intelligence de faire passer les deux joueurs en France par la frontière en voiture, lui qui connait parfaitement la zone étant donné qu'il jouait au FC Mulhouse avec le capitaine et gardien de but emblématique de la Bulgarie Borislav Mikhailov. Les 4 internationaux passent la nuit au domicile de Georgiev et le lendemain se dirigent vers la capitale française pour rejoindre le reste de l'équipe. À noter que pour ce match contre la France, Georgiev n'est pas dans les 22 joueurs sélectionnés.
Georgiev n'a marqué aucun but lors de ses onze sélections avec l'équipe de Bulgarie entre 1989 et 1994. Il participe à la Coupe du monde 1994.

## Carrière
- 1980-1984 : Maritsa Plovdiv
- 1984-1988 : Botev Plovdiv
- 1988-1991 : CSKA Sofia
- 1991-1995 : Mulhouse
- 1996 : CSKA Sofia
- 1996-1997 : Maritsa Plovdiv  [1]

## Palmarès

### En équipe nationale
- 11 sélections et 0 but avec l'équipe de Bulgarie entre 1989 et 1994.
- Quatrième de la Coupe du monde 1994.

### Avec le CSKA Sofia
- Vainqueur du Championnat de Bulgarie de football en 1989 et 1990.
- Vainqueur de la Coupe de Bulgarie de football en 1989.
- Vainqueur de la Supercoupe de Bulgarie de football en 1989.